# CaraMed

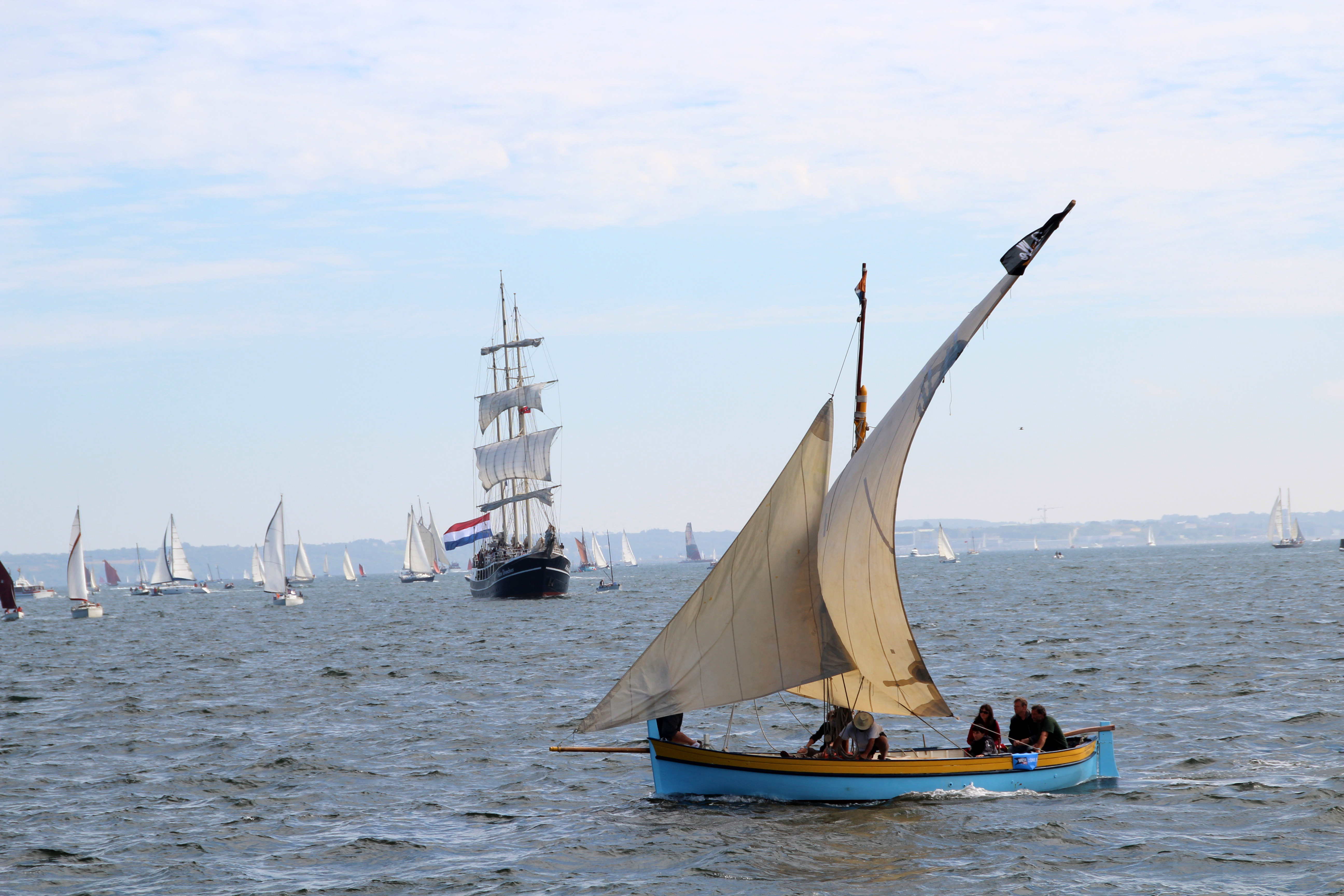
La Catalina, « bateau amiral » de la CaraMed, à Brest 2012

La CaraMed (Caravane Méditerranéenne) est un regroupement variable d’associations méditerranéennes gérant des bateaux traditionnels. Le principe de la CaraMed consiste pour ce groupe à aller chaque année à la rencontre des associations participant à la sauvegarde du patrimoine maritime que ce soit en France ou à l'étranger. Des navigations en flottille, parfois lointaines, sont organisées pour faire connaître le patrimoine méditerranéen et s'ouvrir aux autres cultures marines. Lancée en 2007, cette mise en commun des moyens permet chaque année des navigations exceptionnelles.

## Une initiative de «Aventure Pluriel»
L’association « Aventure Pluriel », basée à Cagnes-sur-Mer, a été créée en 1995 pour préserver et valoriser le patrimoine maritime méditerranéen. Pour cela, elle restaure dans son chantier naval associatif des bateaux traditionnel et elle propose des navigations sur des bateaux à gréements traditionnel et à voile latine, comme la Catalina, le San Martinu.
Aventure Pluriel s’est rapprochée progressivement d’autres associations locales poursuivant les mêmes objectifs pour des navigations en commun. Son président, Thierry Pons, a souhaité proposer une coopération de plus grande ampleur pour mettre en place des projets que chaque association n’aurait pu mener tout seul. C’est l’idée sur laquelle s’est appuyée la création de la CaraMed en 2007.

## La CaraMed au fil des ans

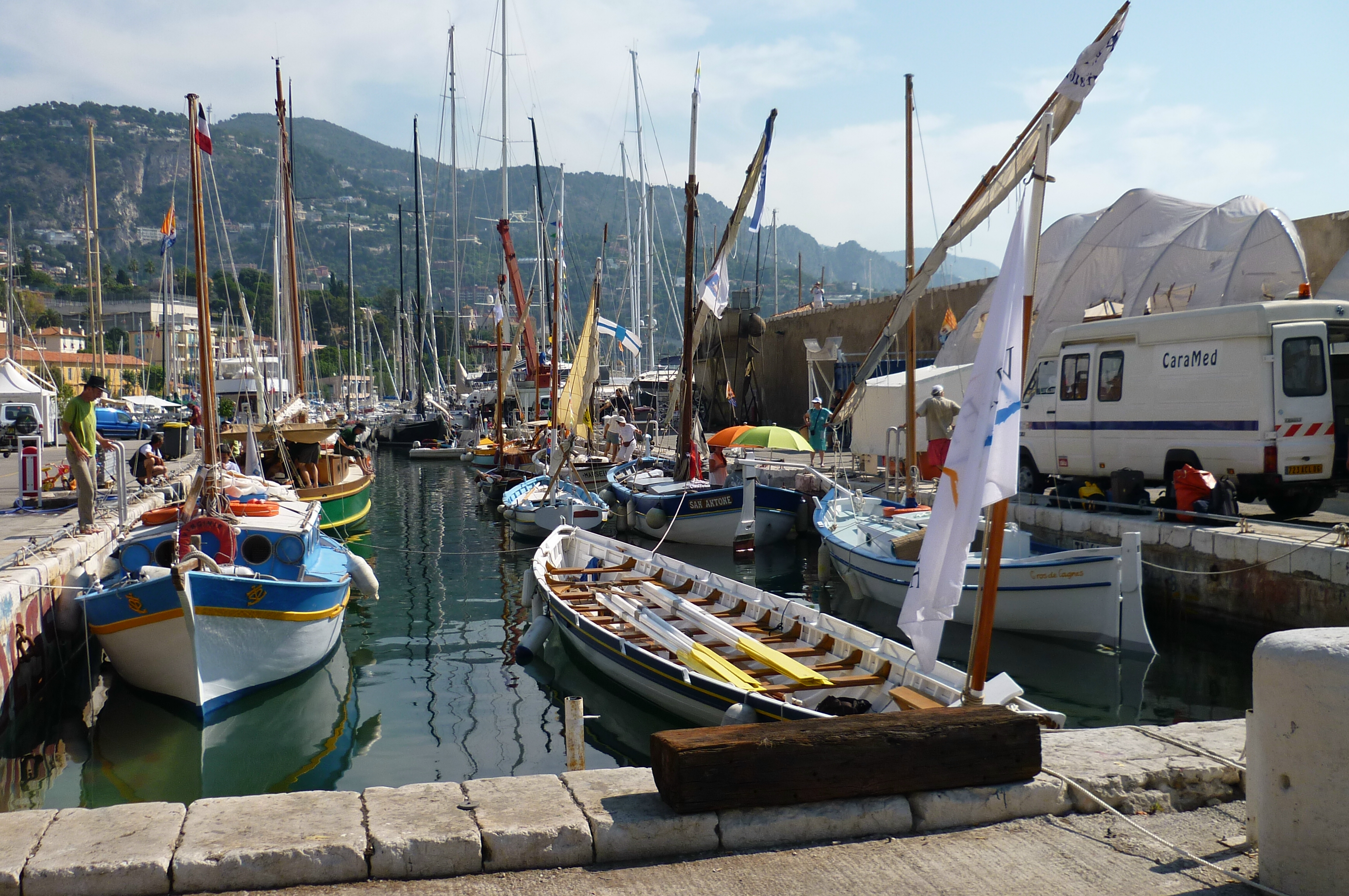
Le départ de la CaraMed 2010

La CaraMed a été lancée en mai 2007 pour une opération conjointe avec le Conseil général des Alpes-Maritimes qui a permis de faire monter trente bateaux dans le Golfe du Morbihan. La CaraMed était l’invité d’honneur de la Semaine du Golfe,,. En 2008, plusieurs bateaux méditerranéens ont rallié en deux mois Brest à  Nice en passant par le canal du midi. En 2009, une navigation le long du Languedoc a permis à la flottille de rejoindre Barcelone.

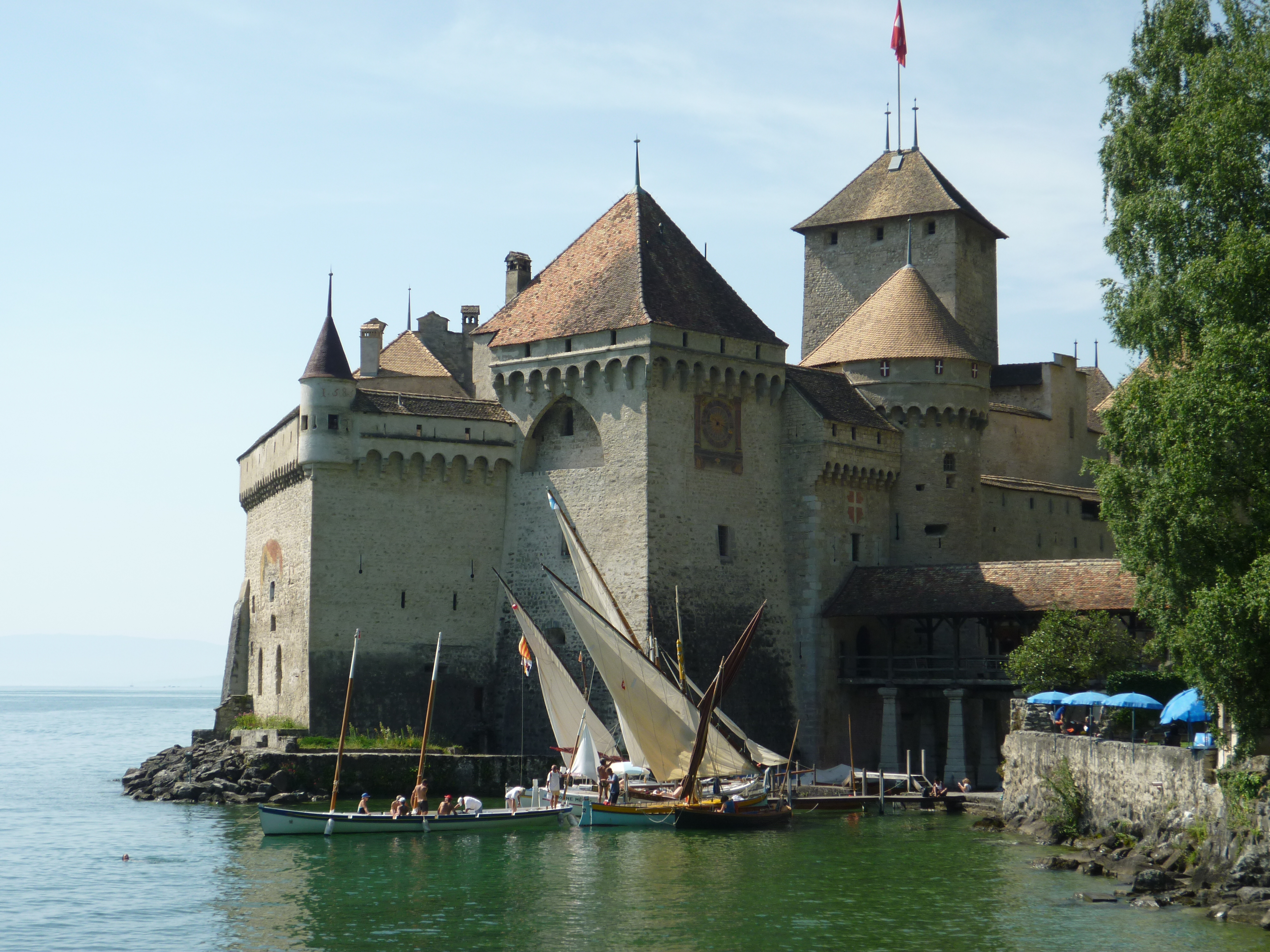
La CaraMed au Château de Chillon, Suisse, en 2011

En 2010, la CaraMed a proposé la traversée de Villefranche-sur-Mer à la Corse avec le tour de l’ile et le retour par l’Italie,,. En 2011, l’évènement marquant a été la navigation sur le lac Léman pendant deux semaines en compagnie des grandes barques du Léman,. 2012 a été marquée par plusieurs manifestations, dont l’opération « Voiles et Patrimoine » de présentation des bateaux dans les ports des Alpes-Maritimes. En 2013 les actions ont continué : Semaine du Golfe du Morbihan en mai, week-end CaraMed en juin, Festival de Loire à Orléans en septembre, etc.

La CaraMed bénéficie de l’appui du Conseil régional PACA, des municipalités et de la Fédération du Patrimoine Maritime Méditerranéen. Les bateaux de la CaraMed sont, pour la plupart, labellisés comme Bateaux d’Intérêt Patrimonial (BIP).

## Les partenaires de la CaraMed
La CaraMed regroupe des associations gérant des bateaux traditionnels de la mer Méditerranée. Elle s’est forgée autour d’un noyau de quelques associations qui y participent depuis le début : Aventure Pluriel (coordinateur de la CaraMed), Cagnes-sur-Mer ; Copains des Pointus, Antibes ; Rivages de Méditerranée, Alpes-de-Haute-Provence ; Leï Pescadou de l’Estaco, Marseille ; Yole Laïssa Ana, Villefranche-sur-Mer.
De plus, chaque année en fonction des projets, d’autres associations participent à la CaraMed, soit en naviguant avec elle, soit en participant à l’accueil des équipages lors des étapes.
Au bout des cinq premières années, le bilan de la CaraMed était le suivant : 80 associations réunies, 670 marins, 75 bateaux traditionnels, 50 partenaires, 1 000 participants et invités, 300 jours de navigation, 5 000 miles parcourus…

## L’avenir de la CaraMed
La CaraMed organise chaque année de grandes navigations durant les semaines d'été, s'ajoutant à ses participations, désormais classiques, à la Semaine du Golfe du Morbihan, au Festival de Loire d'Orléans, aux rencontres des Voiles d'en Haut de Serre-Ponçon.
A noter un retour au lac Léman et des navigations en Sardaigne parmi les récentes expéditions de la CaraMed.

## Les affiches des CaraMed

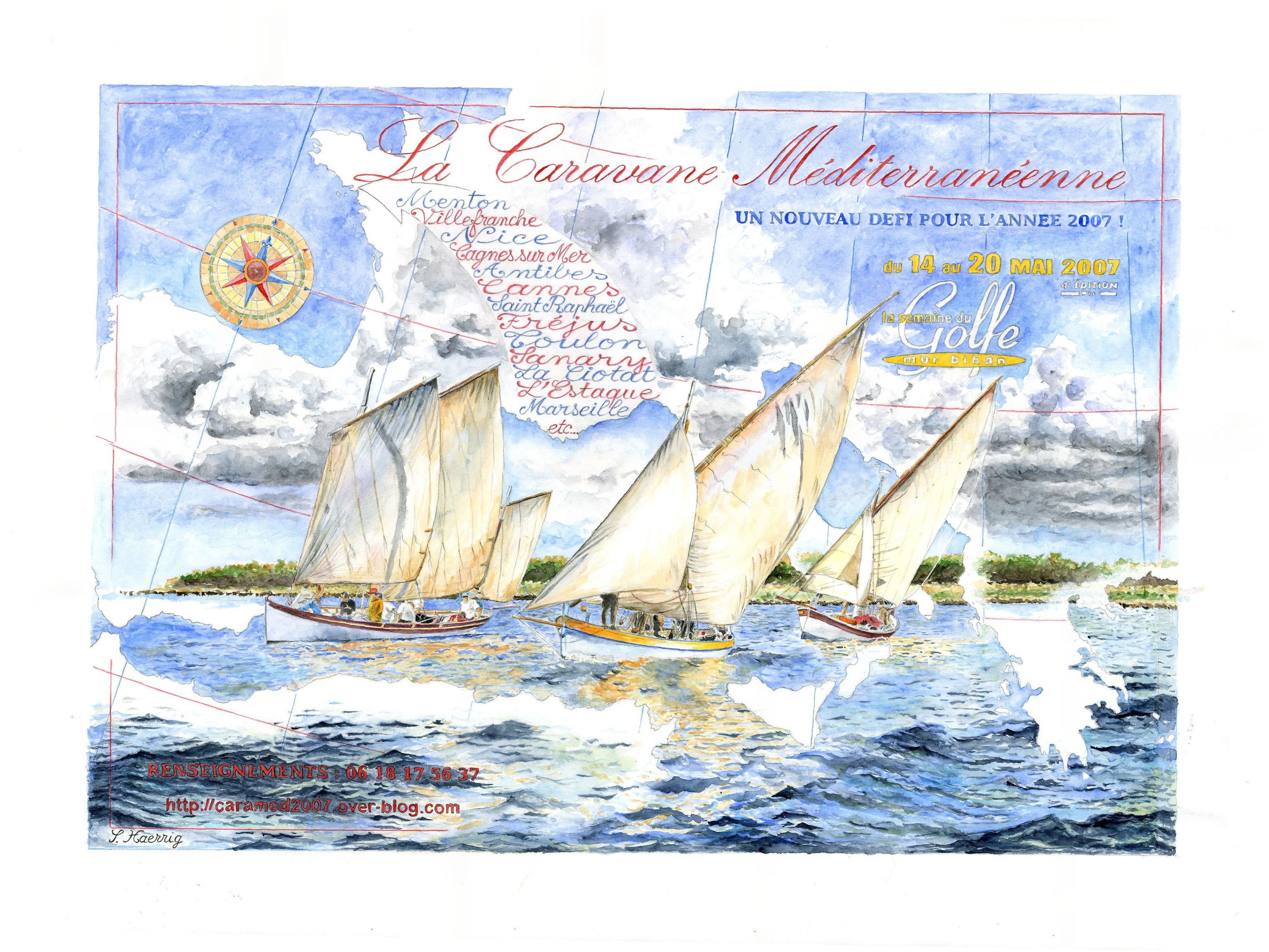
Affiche de la CaraMed 2007
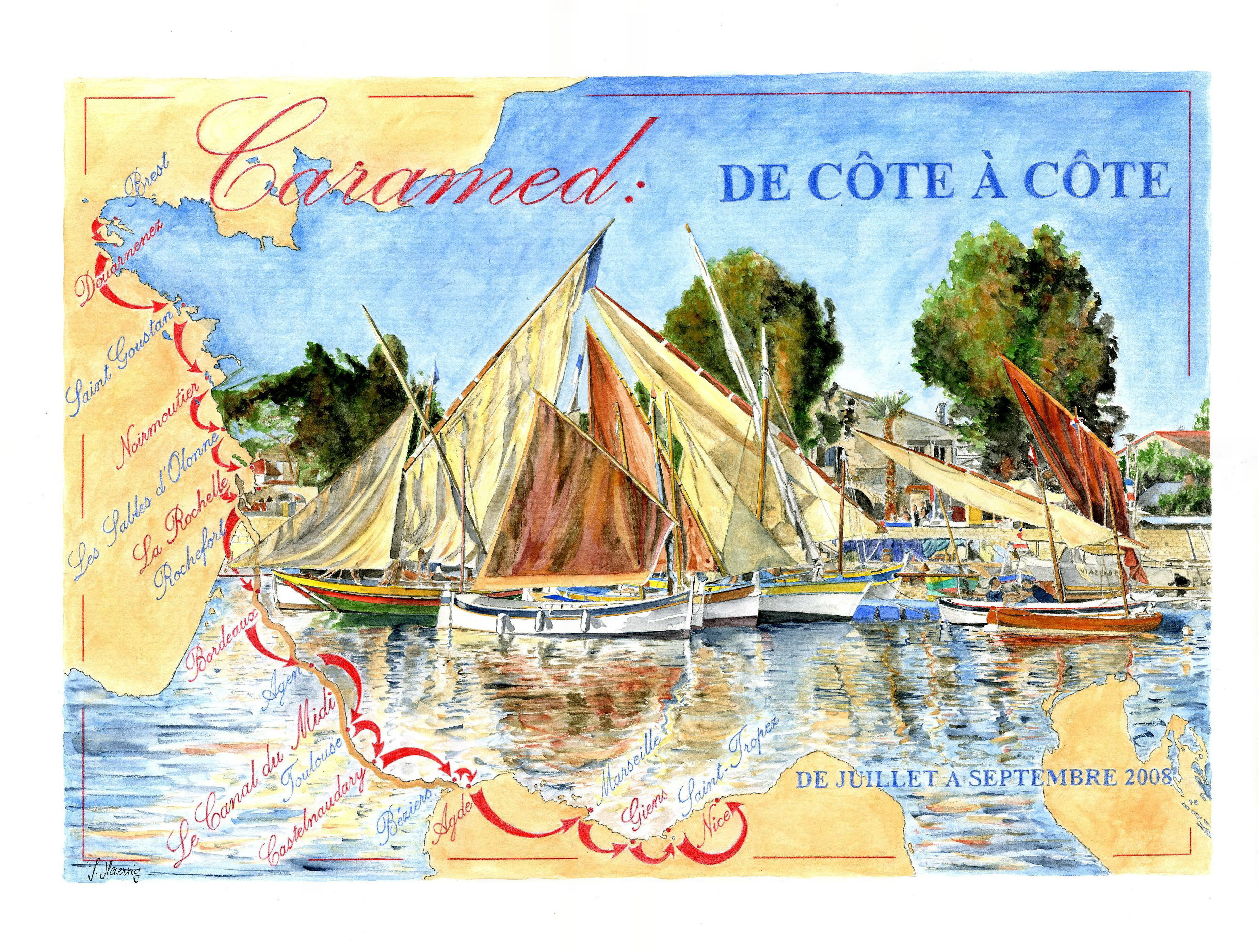
Affiche de la CaraMed 2008
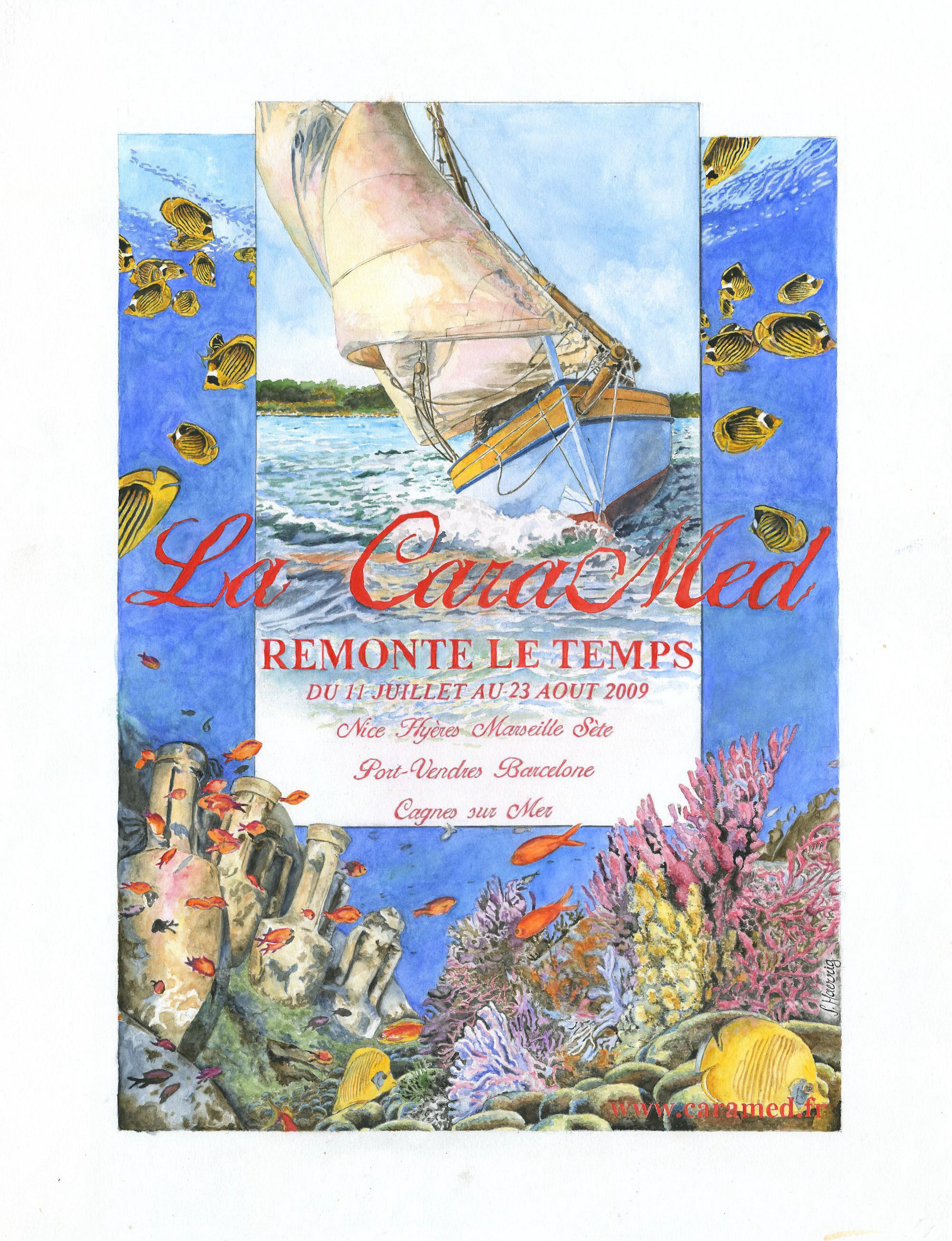
Affiche de la CaraMed 2009
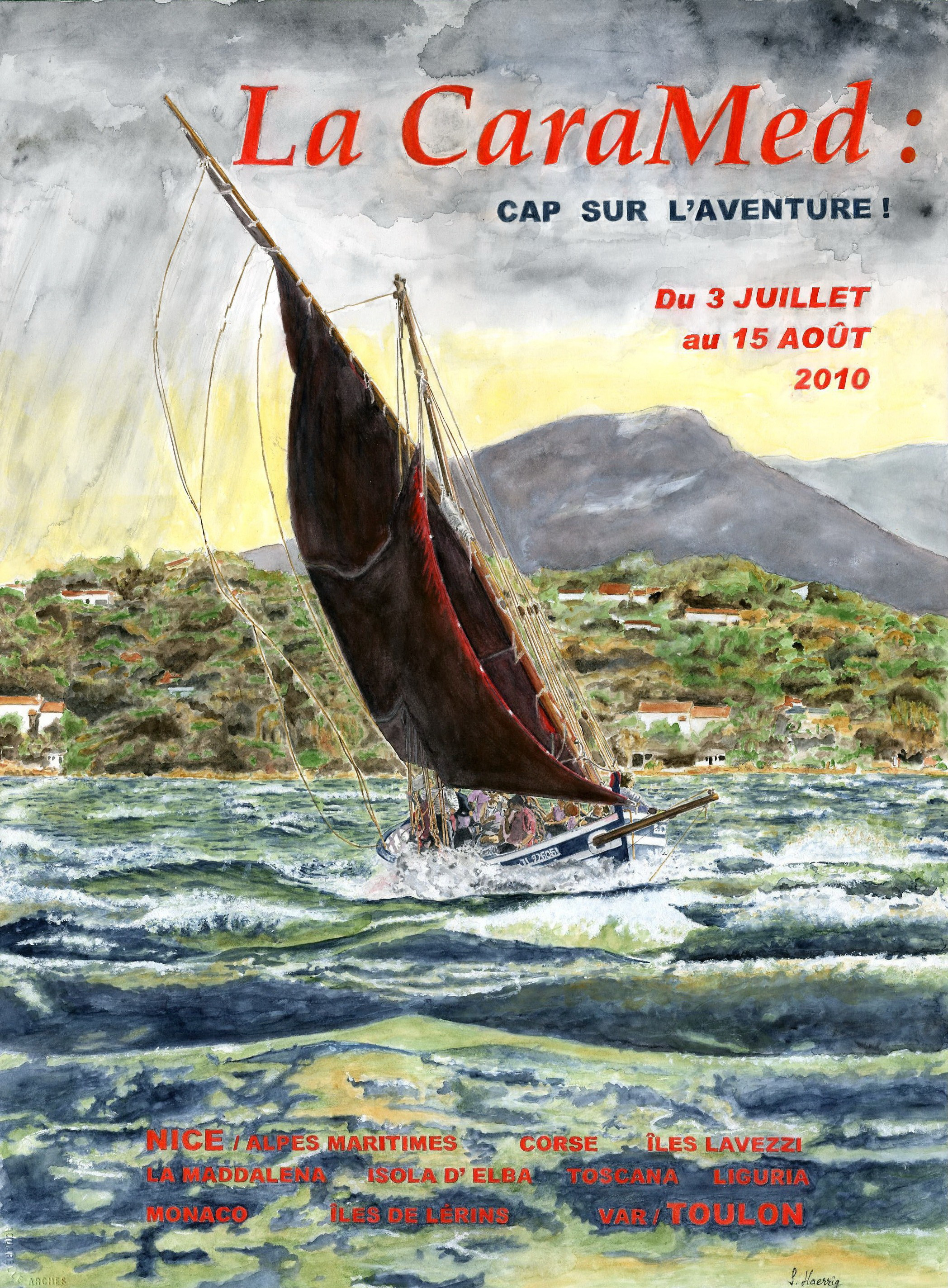
Affiche de la CaraMed 2010
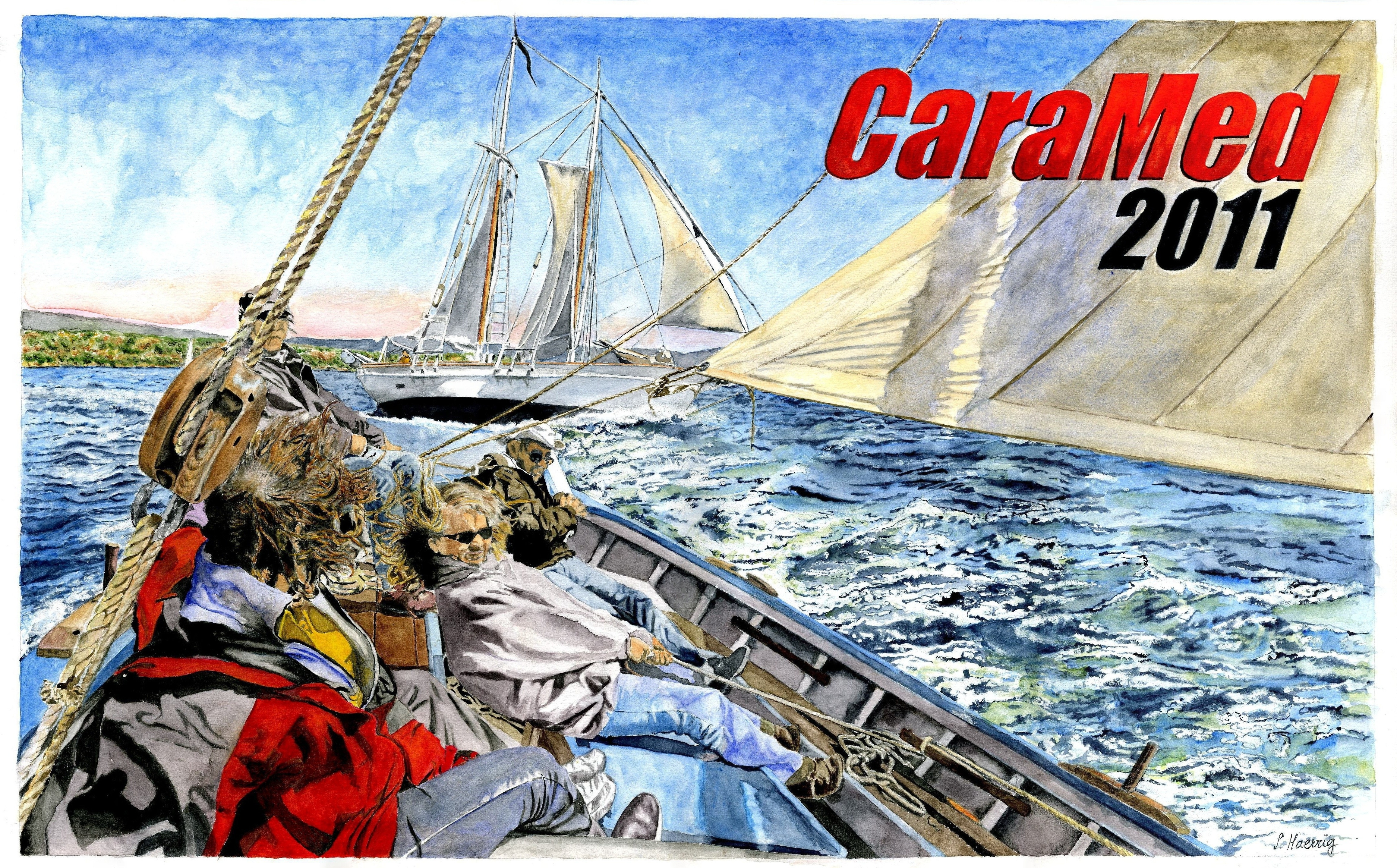
Affiche de la CaraMed 2011
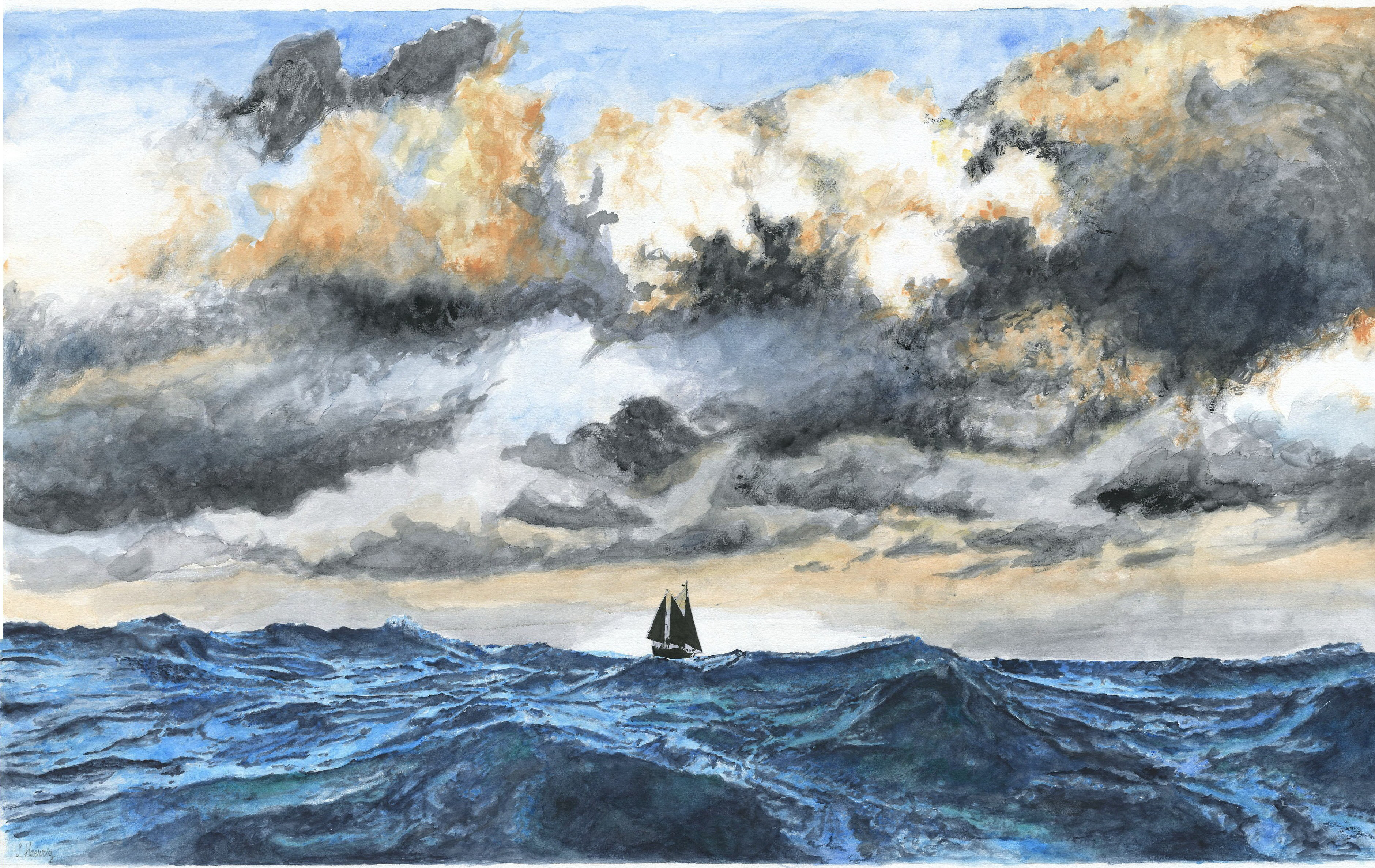
Affiche de la CaraMed 2012